# Epinephelus fuscoguttatus
Pour les articles homonymes, voir Mérou marbré.
Epinephelus fuscoguttatus · Mérou marron, Mérou marbré
Espèce
Statut de conservation UICN

 VU  : Vulnérable
Epinephelus fuscoguttatus, communément nommé Mérou marron ou Mérou marbré entre autres noms vernaculaires, est une espèce de poissons marins de la famille des Serranidae. Il s'agit d'une des deux espèces aussi connues sous le nom de Mérou marbré, l'autre espèce étant Epinephelus analogus.

## Description
Le mérou marron est un poisson de taille moyenne pouvant atteindre 120 cm de long, mais la taille moyenne couramment observée est de 50 cm.
Son corps est d'aspect trapu et massif, comprimé latéralement, et il possède un profil général en pointe.
Sa bouche est légèrement supérieure, large, munie d'une multitude de petites de dents ainsi que de canines sur le devant.
La couleur de fond du corps est brun clair avec des marbrures formées de taches marron à gris de forme et de taille irrégulières. Tout le corps est densément constellé de petits points brun.
Les nageoires sont larges et arrondies.
Il peut être aisément confondu avec son proche parent Epinephelus polyphekadion qui lui ressemble beaucoup. Les différences sont flagrantes sur les sujets adultes, en ce qui concerne le mérou marron, qui possède comme points distinctifs une petite "selle" noire sur le pédoncule caudal, un retrait du front juste au-dessus de l’œil ainsi que par une hauteur conséquente du corps entre le dessus de la tête et la partie antérieure de la nageoire pectorale.

## Distribution & habitat
Le mérou brun est présent dans les eaux tropicales et subtropicales de la zone Indo-Pacifique soit des côtes orientales de l'Afrique aux îles du centre de l'océan Pacifique, Mer Rouge incluse. Il est par contre absent du Golfe Persique, de l'archipel Hawaii et de la Polynésie française.
Il fréquente les eaux claires et riches en corail des pentes récifales externes, des lagons de un à 60 m de profondeur.

## Alimentation
Le régime alimentaire de ce mérou est basé sur la consommation de poissons, crustacés et céphalopodes.

## Comportement
Le mérou marron est solitaire, de mœurs sédentaires, il défend un territoire bien délimité, il a une activité nocturne, il chasse à l'affût ses proies de préférence au crépuscule.
Il a une espérance de vie longue pour un poisson car elle peut s'étendre jusqu'à plus de 40 ans
Le mérou marron est soumis, dans la majorité des cas, à une métamorphose sexuelle qui est définie comme étant de l’hermaphrodisme successif de type protogyne. Ce qui signifie que les individus juvéniles sont d’abord femelles à leur maturité sexuelle puis ils peuvent devenir mâles par la suite mais pas systématiquement.

## Protection
Le mérou marron est inscrit comme espèce menacée sur la "Red list" de l'UICN depuis 2004.
En effet cette espèce de par sa taille possède un grand intérêt commercial pour le marché des poissons de bouche.
Cependant, ses caractéristiques biologiques en font une espèce particulièrement sensible à la sur-pêche.
Lors des périodes de reproduction, les mérous marron forment de grandes agrégations dans des zones géographiques précises et connues, ce qui attise énormément la convoitise des pêcheurs. Ces prélèvements sont d'autant plus dommageable que la longue espérance de vie de ce mérou et sa faible densité de population sur les récifs à l'état naturel conduisent à une faible et lente capacité à pouvoir régénérer leur population. Par ailleurs, leur vulnérabilité à la pêche est accrue du fait que bien souvent les pêcheurs préfèrent axer leurs captures sur de grands spécimens qui seront soit des mâles adultes majoritairement, soit également de grosses femelles matures sexuellement, déséquilibrant ainsi le ratio mâles/femelles et/ou réduisant considérablement les capacités reproductrices de l'espèce.
Les mérous marron peuvent être élevé en bassin mais la pratique n'est pas encore très répandue et les installations actuelles sont alimentées essentiellement en individus prélevés dans la nature. L'impact de cette méthode est dévastateur sur les populations de mérou marron car, quelle que soit la taille du poisson, il sera maintenu en captivité jusqu'à ce qu'il atteigne une taille commercialisable.
Le fait que, dans certaines zones, la chair de ce mérou est réputée ciguatérique réduit quelque peu la pression sur le stock halieutique.
Depuis quelques années des mesures de protection ou de pêche raisonnée ont été prises par certains états (Indonésie, Papouasie-Nouvelle-Guinée, Australie, Salomon, Malaisie et Palaos) surtout durant les périodes d'agrégation pour la reproduction,.